# Metro-Goldwyn-Mayer
 "MGM" omdirigeres hertil. For andre betydninger af MGM, se MGM (flertydig).
Metro-Goldwyn-Mayer Studios Inc. eller blot MGM er en amerikansk mediekoncern grundlagt i 1924, der producerer og distribuerer film og tv-programmer. Virksomheden har hovedkontor i Beverly Hills i Californien.
MGM blev grundlagt af Marcus Loew ved en sammenlægning af Metro Pictures, Goldwyn Pictures og Louis B. Mayer Pictures. Selskabet hyrede flere kendte skuespillere på kontrakt - MGM's slogan var "Flere stjerner end i Himlen" - og blev hurtigt et af Hollywoods "big five" filmstudier og producerede populære filmmusicals og storfilm og vandt adskillige Oscars. Selskabet ejede filmstudier, biografer, filmproduktionsudstyr. Selskabets storhedstid fra 1926 til 1959 blev rammet ind af udgivelsen af to Ben Hur-storfilm. Efter udgivelsen af Ben Hur i 1959 solgte MGM Loews kæde af biografer og i 1960'erne gik selskabet ind i tv-produktion. I 1969 købte Kirk Kerkorian 40% af MGM, hvorefter selskabets filmproduktioner blev skåret ned til ca. fem om året, og udskilte flere af aktiviteterne, herunder hotel- og casinoaktiviteter i Las Vegas. I 1980 købte MGM United Artists og i 1986 solgte Kerkorian hele MGM til Ted Turner. Turner overdrog rettighederne til MGM's bagkatalog af film til Turner Entertainment og solgte studierne i Culver City til Lorimar og solgte resterne af MGM tilbage til Kerkorian, der igen solgte MGM's rester i 1992 for så at købe dem tilbage igen i 1996. Herefter udvidede Kerkorian MGM ved opkøb af Orion Pictures og Samuel Goldwyn Company og disses bagkatalog. I 2004 solgte Kerkorian MGM til et konsortium, der bl.a. omfattede Sony Pictures.
I 2010 blev MGM rekonstrueret, da selskabet ikke kunne betale sine kreditorer. Efter gennemførelsen af rekonstruktionen blev selskabet videreført af kreditorerne.
Den 17. marts 2022 købte Amazon MGM for 8,45 milliarder USD.
MGM har som bomærke ved starten af deres film en løve, der brøler. Flere af deres mest kendte film af ældre dato er Ben-Hur og Doktor Zhivago samt tegnefilmene med Tom og Jerry. Senere kendte produktioner er filmserierne om bokseren Rocky og James Bond.